# SEAT Ibiza
El SEAT Ibiza és un automòbil del segment B produït pel fabricant d'automòbils SEAT des de 1984. Des dels seus inicis, ha estat el model més venut de SEAT. El seu nom ve donat per l'illa d'Eivissa. Fou presentat al Saló de l'Automòbil de París de 1984 com el primer model desenvolupat per SEAT, tot i que fou dissenyat en col·laboració amb reconegudes firmes com ara Italdesign, Karmann i Porsche.
Des de la segona generació fins l'actualitat, SEAT ha format part del conglomerat alemany Grup Volkswagen. Les successives generacions de l'Ibiza, així com la resta de la gama SEAT, ha incorporat plataformes, mecàniques i tecnologies de Volkswagen.
La producció de l'Ibiza es divideix en cinc generacions, entre les quals (la segona i la quarta) ha debutat dues noves plataformes del grup Volkswagen. Totes elles n'han estat líders en vendes a la gama SEAT.
Actualment l'Ibiza és ofert en carrosseria hatchback de cinc portes; entre 1993 i 2008 es comercialitzaren variants berlina, familiar i coupé sota la denominació SEAT Córdoba. El 2010 entrà en producció una versió familiar anomenada Ibiza ST.

## Primera generació (1984-1993)

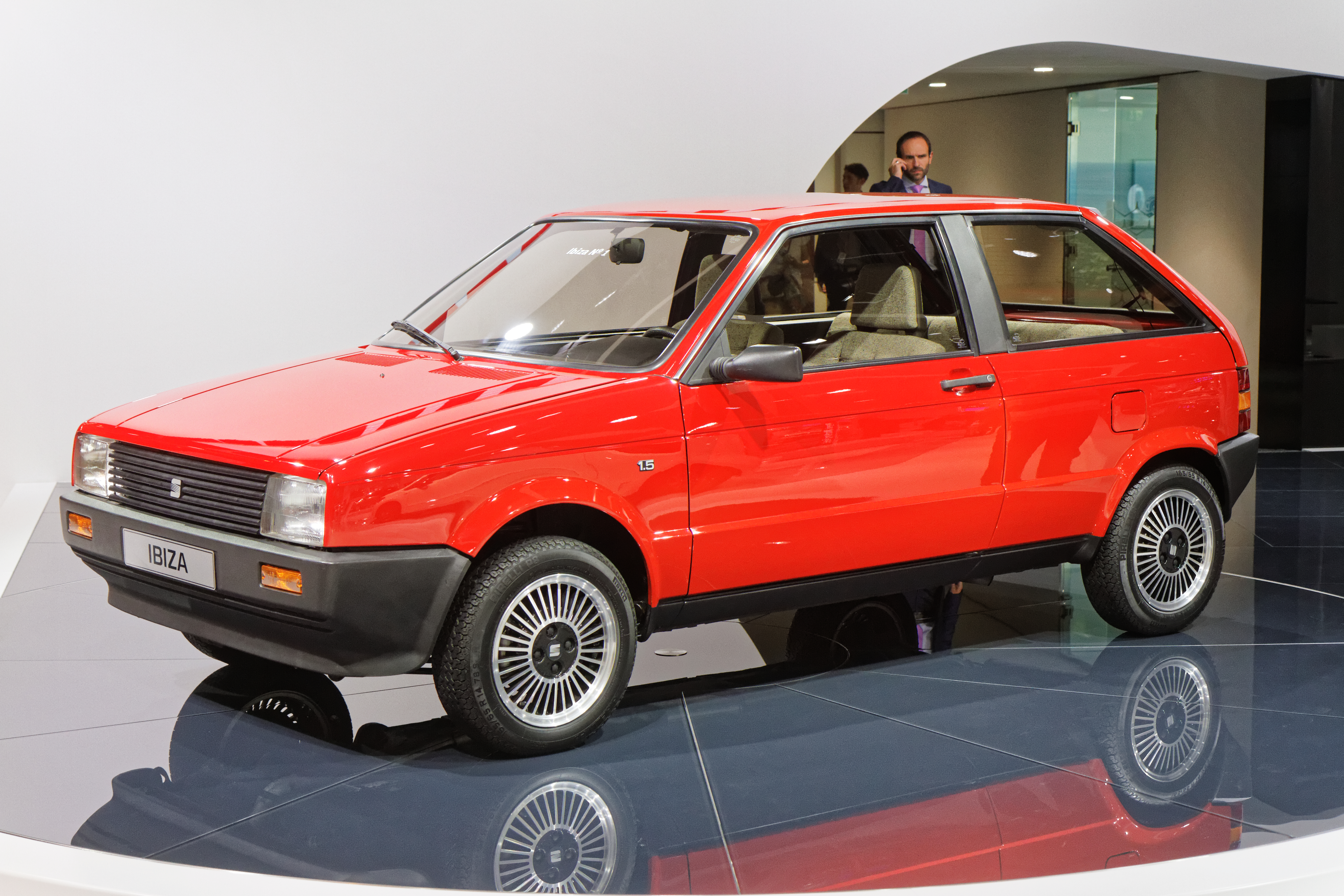
SEAT Ibiza 1.5 dues portes (1984-1988)

Comercialitzat a partir de 1984, el primer Ibiza (model 021A) es va dissenyar sobre la plataforma del Fiat Ritmo que SEAT comercialitzava amb alguns canvis cosmètics com SEAT Ronda. Això va marcar el disseny en dos sentits, la seva habitabilitat, sent un automòbil molt ampli en el seu segment en prendre la seva plataforma d'un vehicle del segment C però també en el seu pes, molt per sobre de la mitjana, el que sempre el va penalitzar en consums i en la duresa de la seva direcció. Va ser redissenyat lleument a la meitat de la seva vida comercial i més profundament quan SEAT va passar a formar part del Grup Volkswagen.
El seu disseny era obra de Giorgetto Giugiaro, col·laborant també les empreses alemanyes Karmann i Porsche. L'automòbil va obtenir bona acollida a Espanya i es va vendre relativament bé en mercats exteriors, recolzat en la seva habitabilitat i preus baixos, però sempre penalitzat per la seva baixa qualitat d'acabat.

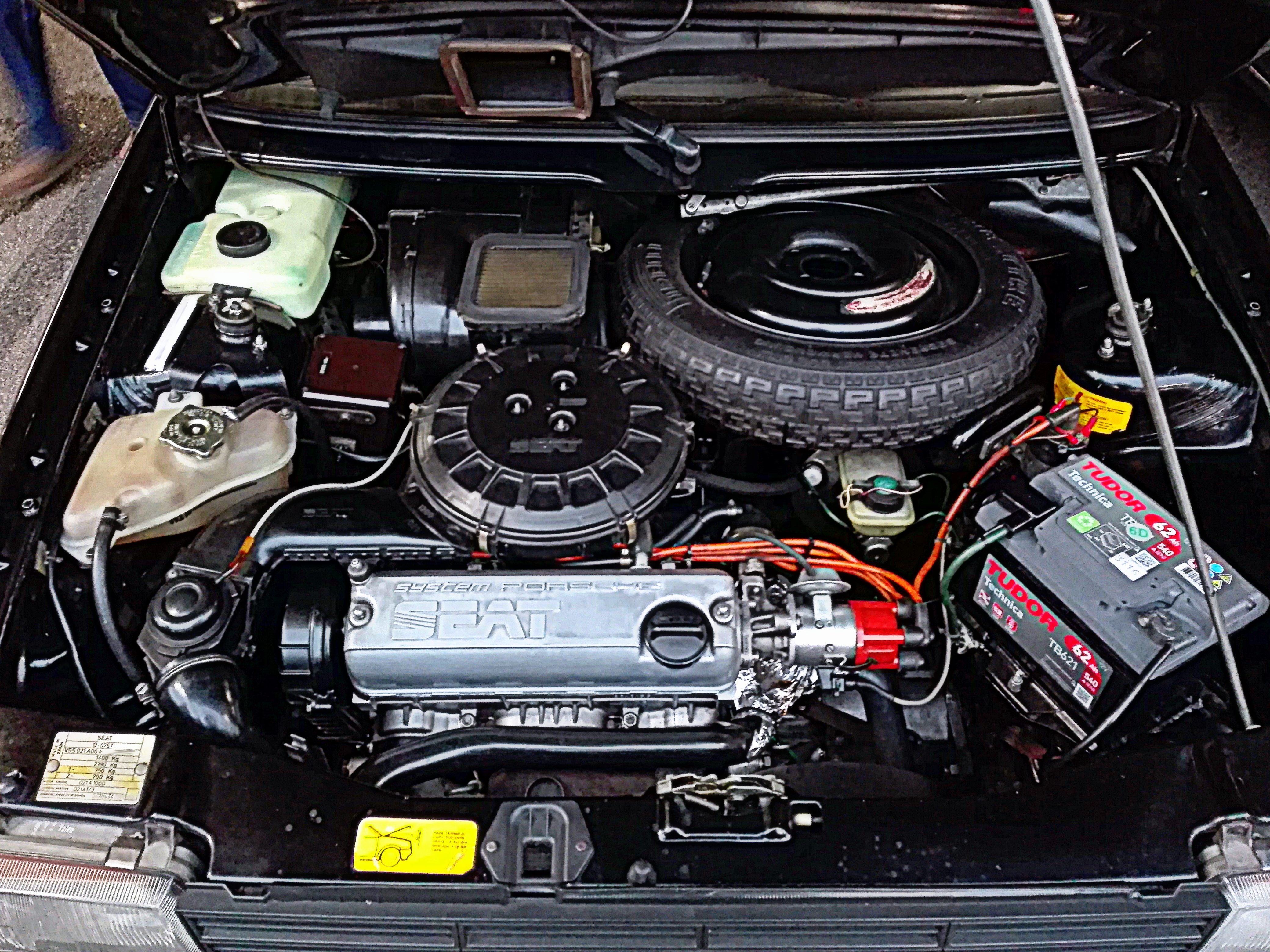
Motor 1.2 System Porsche

Al principi presentava tres motoritzacions diferents: tres de gasolina de 1.2 i 1.5 litres de 63 i 85 i 90 CV (doble carburador weber) respectivament (els famosos motors "System Porsche") i una dièsel de 1.7 litres i 55 CV. El 1988 es va incloure un motor de 1.5 litres de 100 CV (Ibiza sxi) i un motor econòmic de 903 cc de 44 CV (Ibiza Junior). Al final de la seva vida es va oferir un System Porsche 1.7 de 105 CV, pensat per compensar la pèrdua de potència que suposaria la utilització de catalitzador.
En qualsevol dels seus tres nivells d'equipament (L, GL i GLX) l'Ibiza mostrava un bon confort interior recolzat en el seu ampli espai i en el disseny, incloent en el seu equip el tancament centralitzat, alçavidres elèctrics o el sostre solar, fet que en els anys 1980 feia gaudir al Ibiza d'una bona relació qualitat-preu. Altres edicions especials foren la SXi, la Sport Line, la Olímpic, la Disc, la Tennis, la Crono o la Del Sol, entre d'altres.
La carrossera catalana Emelba produí dos derivats de l'Ibiza: una camioneta pickup i l'Emelba Siete, un monovolum de set places. Altres prototips o derivats independents foren la versió descapotable o les esportives Anibla Raider o Anibal Podadera. A més, entre els anys 1997 i 2008, la primera generació de l'Ibiza fou produïda sota llicència a la RPX per la Nanjing Automobile.

## Segona generació

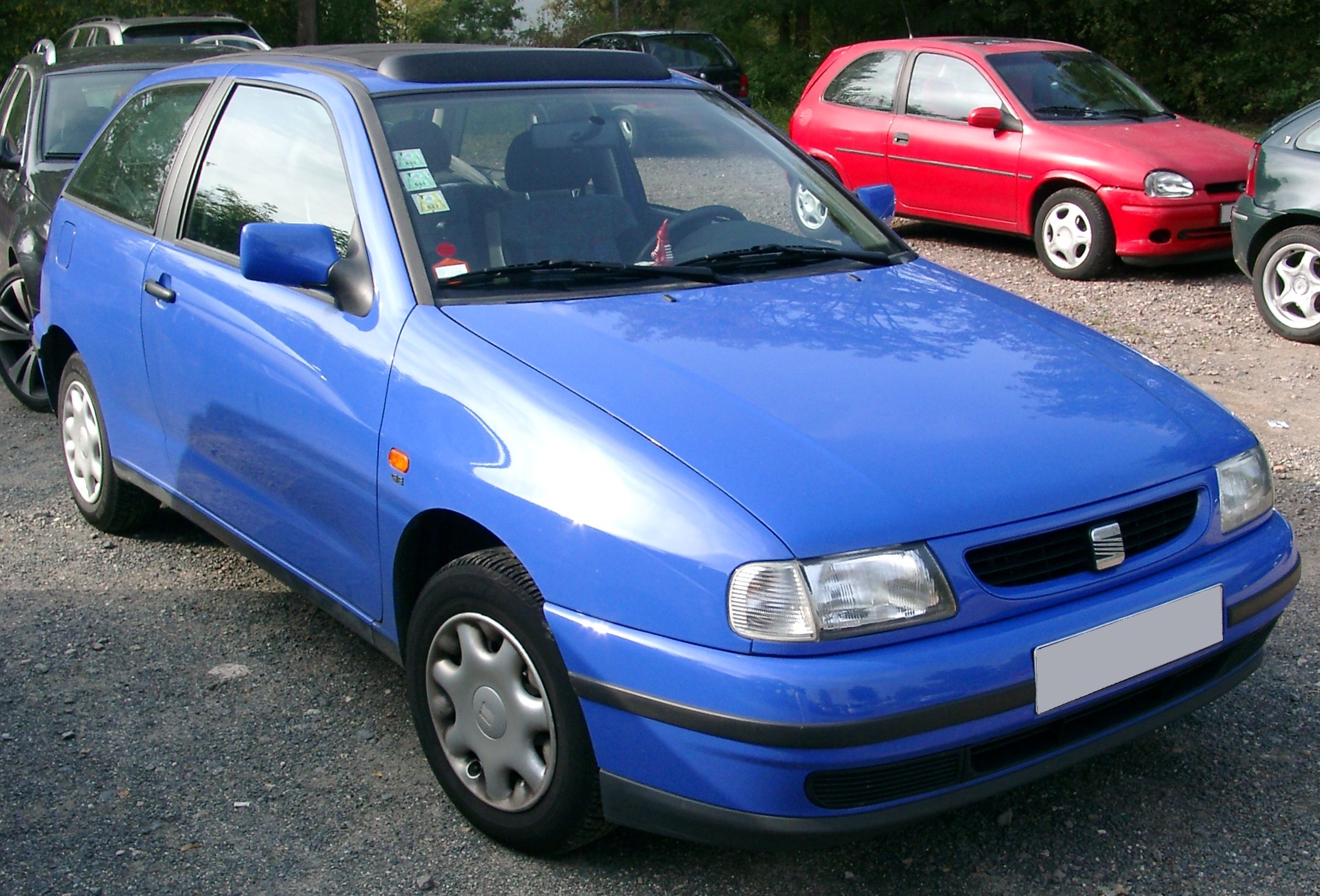
SEAT Ibiza II

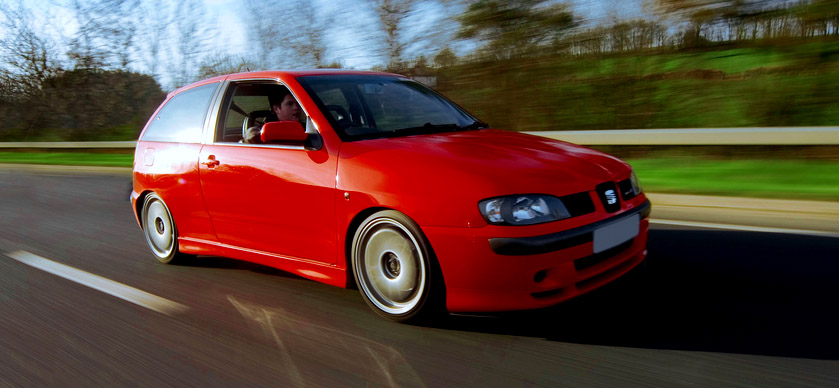
SEAT Ibiza II Cupra

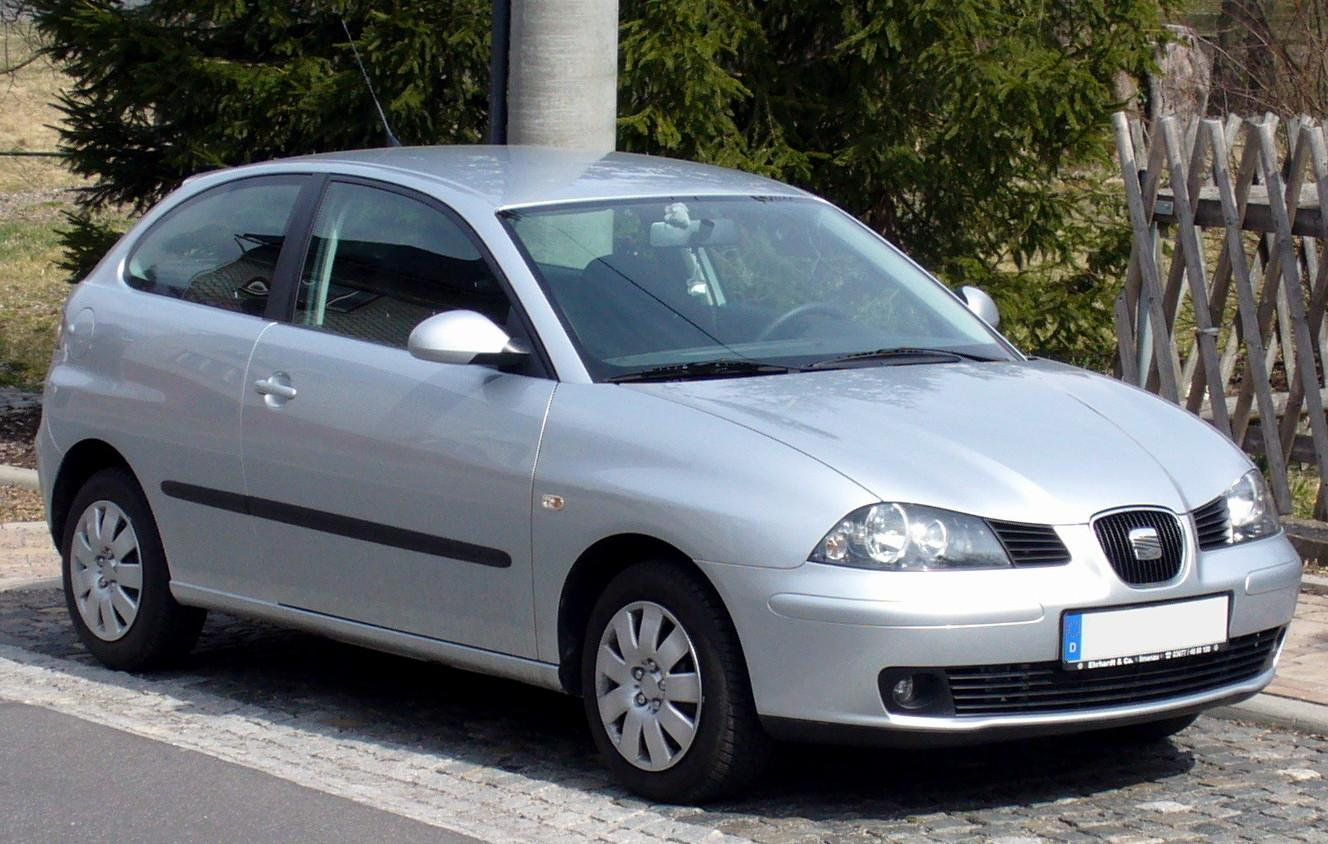
SEAT Ibiza III

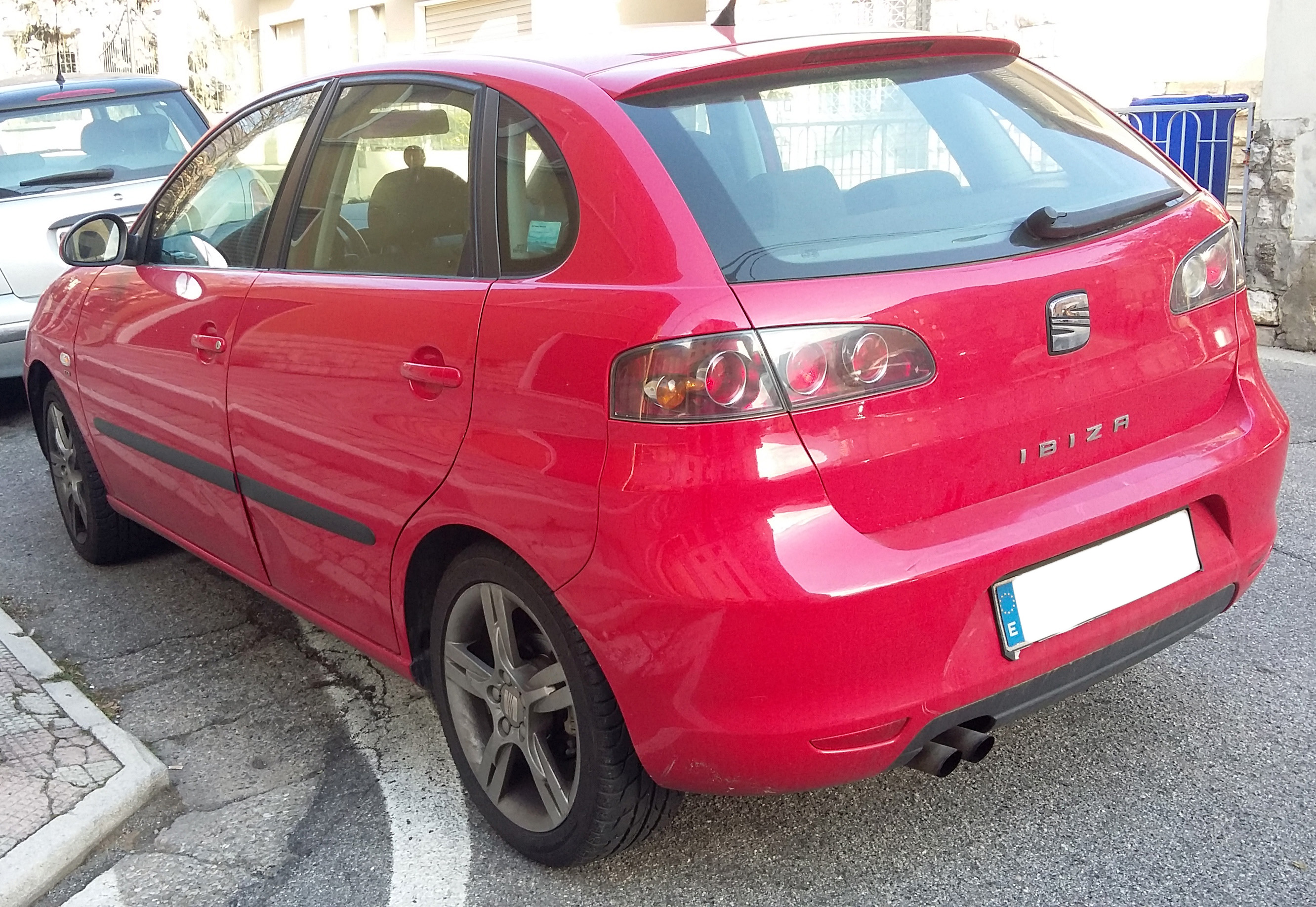
SEAT Ibiza III, posterior

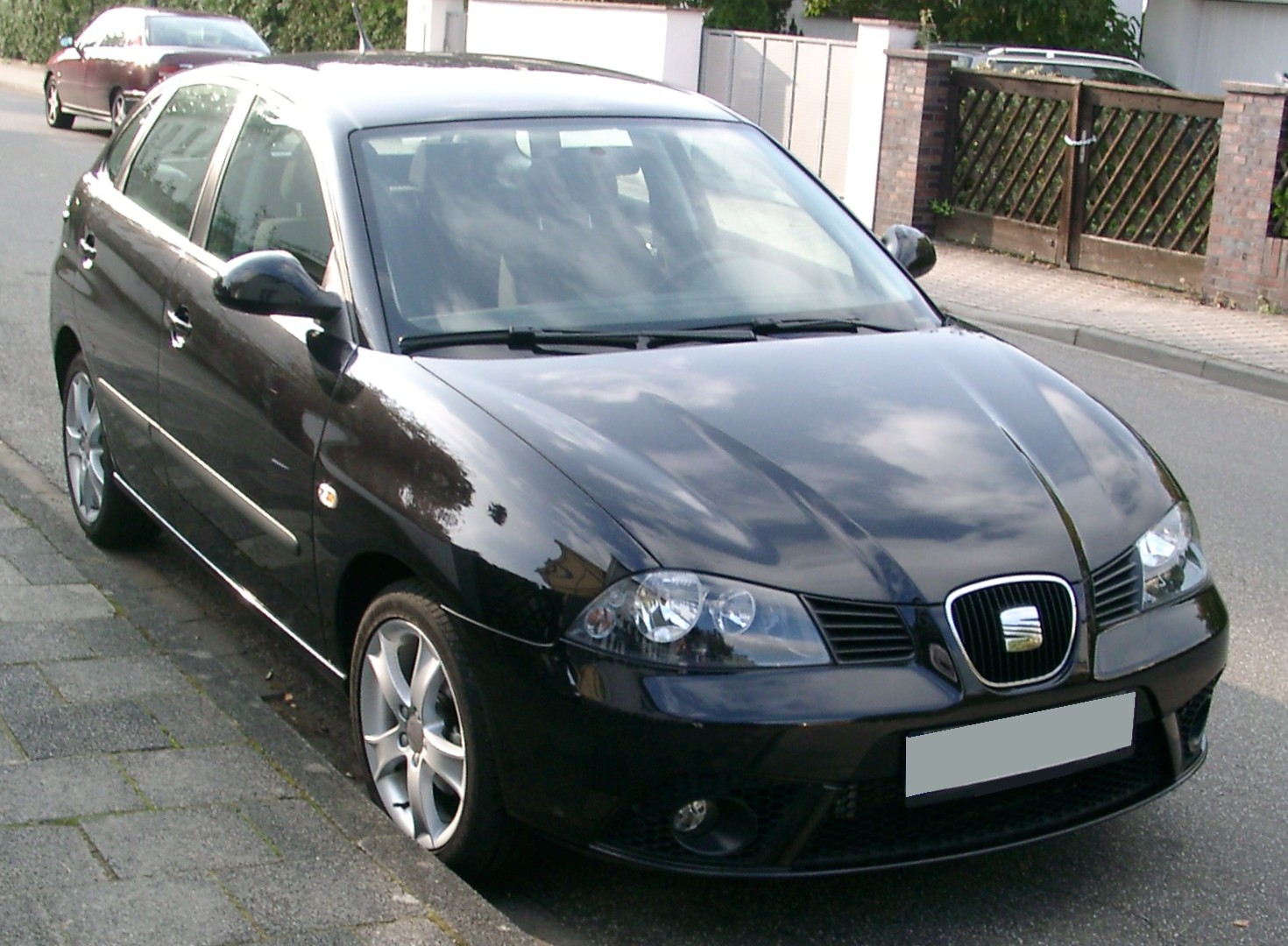
SEAT Ibiza III reestilitzat

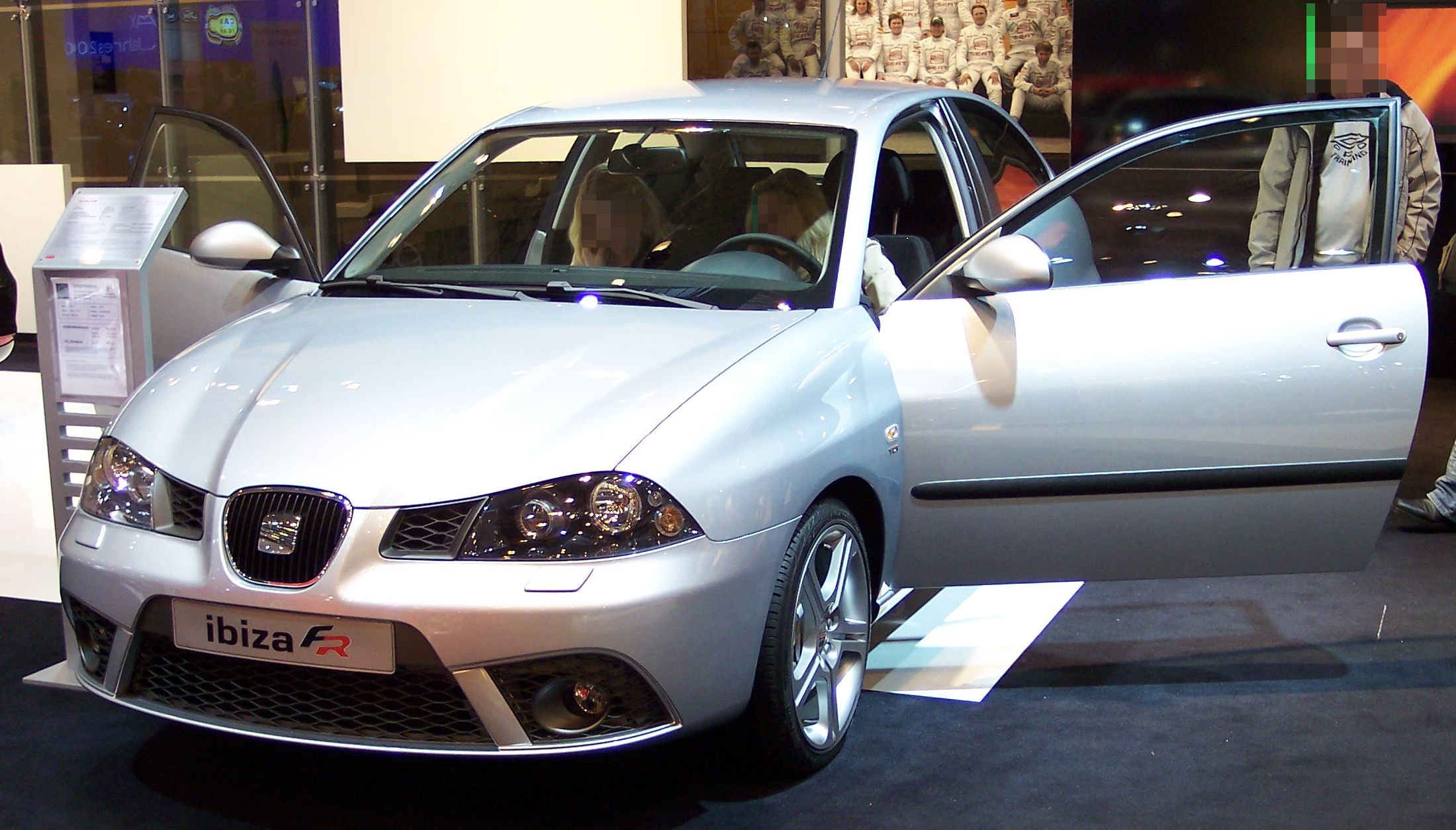
SEAT Ibiza III FR

Comercialitzada a partir de 1993, la segona generació del SEAT Ibiza (model 6K) compartia plataforma i alguns elements de l'interior-com el quadre de comandament complet-amb el Volkswagen Polo III al costat de solucions mecàniques procedents de models superiors del grup VAG no presents al Pol. També va tenir dos redissenys: un més lleuger en què es van incloure nous para-xocs, frontal i canvis en la gamma (1996), i un redisseny més profund el 1999, en el qual van canviar molts components de l'exterior i interior, arribant a ser considerada per molts com una tercera edició donada la gran quantitat de canvis. Aquesta sèrie va avançar l'estètica futura de tots els SEAT en endavant. Aquesta reestilización no va compartir estampació ni interiors amb cap model de Volkswagen.
L'Ibiza II va donar a conèixer la marca en mercats exteriors com a productor d'un dels automòbils joves i ràpids (primeres versions GTi i sobretot els TDI de 110 CV) amb alta qualitat de construcció. En els mercats exteriors el comprador veia en l'Ibiza II un Volkswagen Polo amb més equipament i motor pel mateix preu, mentre que en el mercat interior espanyol l'automòbil eclipsà completament les vendes del seu cosí.
Així l'Ibiza II va innovar, anticipant-se a la tendència de mercat de la generació posterior amb un equipament i sofisticació mecànica reservada a l'època a automòbils del segment C, com motors de fins a 2.0 litres 16 vàlvules gasolina i dièsel de 110 CV, i possibilitat o fins i tot compatibilitat d'opcions impossible en altres marques (per exemple en aquesta època, el Pol no podia muntar simultàniament motor dièsel amb aire condicionat i direcció assistida).

### Motoritzacions
Al Ibiza II es van començar a muntar els motors dièsel 1.9 TDI de 90 i 110 CV, en el moment de la seva aparició, no hi havia cap model en la seva categoria amb motor d'injecció directa i turbocompressor. El model límit de gamma, conegut com a "Cupra", no va arribar fins al 1997, i muntava un motor 2.0 litres de 16 vàlvules que produïa la important xifra de 150 CV, rebaixant la potència prevista per a aquest model perquè VW l'any següent trauria el Golf III VR6; per raons de màrqueting, aquest Cupra 2.0 16v ABF va sortir amb 150 CV i no 160 CV com es preveia. Més tard SEAT fabricaria per qüestions de màrqueting el Cupra 2, que seria exactament el mateix que l'anterior esmentat però amb petits canvis com cinturons de seguretat vermells, o seients en pell mixtes amb brodat Cupra. No obstant això, per al model renovat de 1999, la versió Cupra portava una nova mecànica turboalimentada de 1.8 litres i 20 vàlvules, que arribava als 156 CV. D'aquest últim model va existir una versió millorada, anomenada "Cupra R", que va muntar el mateix motor potenciat fins als 180 CV, i de la qual només es van fabricar 200 unitats, 25 d'elles per a Espanya.

### Acabats
- CL
- GLX
- GTI
- Cupra

### Versions especials
- Collage
- Salsa
- Cupra Sport F2: va ser presentat durant el Saló de Birmingham de 1997, es tractava de la versió de carrer de l'Ibiza Kit-Car. Mantenia tots elements com els voluminosos passos de roda, els para-xocs amb àmplies preses d'aires, els miralls retrovisors exteriors de competició i la presa d'aire en el capó davanter. La principal novetat respecte al cotxe de carreres, eren les inèdites llandes d'aliatge, presumiblement de 17 polzades i el color coure de la carrosseria. Sembla que el model no va poder ser homologat i mai va ser venut com a vehicle comercial, en canvi, uns pocs afortunats el van adquirir per a la competició.

### Acabats i versions al Ibiza reestilitzat
- Stella
- Signa
- Sport
- Cupra
- Cupra R

## Tercera generació
La tercera generació de l'Ibiza (model 6L) va ser comercialitzada des del 2002 fins al 2008. Va créixer en grandària i opcions d'equipament pel que fa al model anterior, i va ser lleugerament redissenyat el 2006, sent modificats els para-xocs i alguns detalls de l'interior. Es comercialitzava també amb carrosseria de dos volums sedán, però ja no com familiar, sota el nom de SEAT Cordoba. L'Ibiza III comparteix plataforma amb el Volkswagen Polo IV i amb el Skoda Fabia I. Sobre aquesta generació es van crear les versions esportives Cupra i FR, tant en versions TDI com gasolina, que en alguns mercats van ser els Eivissa més demandats malgrat el seu major preu. Entre 2002 i 2007, s'havien venut 1.084.989 unitats del SEAT Ibiza III.
Hi ha dues carrosseries (tres o cinc portes), ambdues amb les mateixes dimensions. Es distingeix d'altres utilitaris per la seva longitud, inferior només a la del Skoda Fabia (si no considerem com a tal al Rover 25) i-sobretot-per la seva amplada. Amb 1.698 mm d'ample, l'Ibiza queda, en amplada, al nivell de cotxes molt més llargs.
La distància entre eixos, en canvi, tot just creix (de 2.445-2.460 mm). És menor, per tant, que la d'altres utilitaris moderns, com l'Opel Corsa, el Ford Fiesta o el Citroën C3. El maleter tampoc és molt ampli (267 litres) per ser un cotxe tan llarg (fa una mica menys que el nou Polo i molt menys que un Citroën C3 o un Ford Fiesta 2002), encara que sí que sembla molt aprofitable per la seva forma.

### Motoritzacions
Els motors disponibles en el llançament són tres de gasolina i tres dièsel. Els gasolina són els mateixos que porta el Polo 2002: un tres cilindres d'1,2 litres i 64 CV, un quatre cilindres d'1,4 li 75 CV, i un quatre cilindres d'1,4 i 100 CV. Posteriorment hi haurà motors més potents, però encara no hi ha detalls sobre això.

### SEAT Ibiza Vaillante

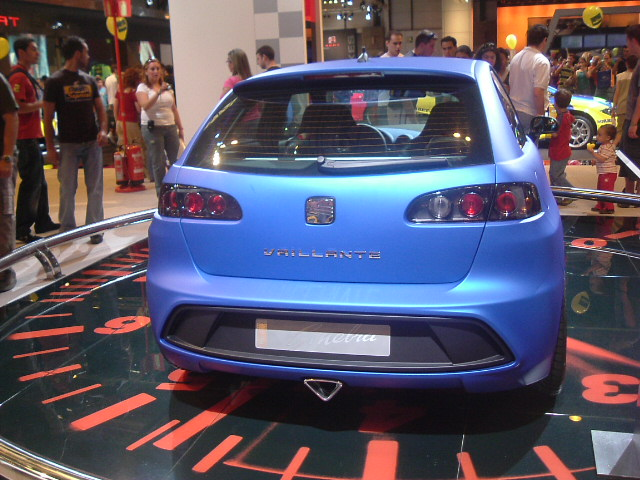
SEAT Ibiza III Vaillante

El SEAT Ibiza Vaillante és un prototip basat en el SEAT Ibiza de la tercera generació. Va ser dissenyat pel nou dissenyador de la firma, Luc Donckerwolke (provinent de Lamborghini), per a un còmic de Michel Vaillant, un fictici pilot d'automòbils. Va ser presentat al Saló de l'Automòbil de Ginebra de 2006. Un dels detalls més destacats d'aquest prototip és la seva pintura blava amb acabat totalment mat, similar al blau francès de competició, un color molt utilitzat en els còmics de Michel Vaillant. El seu motor és un quatre cilindres amb 1,8 litres i turbocompressor que desenvolupa una potència de 240 CV. L'Ibiza Vaillante només té dues places, en l'espai on habitualment aniria al seient del darrere porta la roda de recanvi, extintors i buits per guardar cascos.12 Té llantes amb 19 polzades de diàmetre i 8,5 polzades d'amplada, i utilitza pneumàtics 235 / 35 R 19.

## Quarta generació

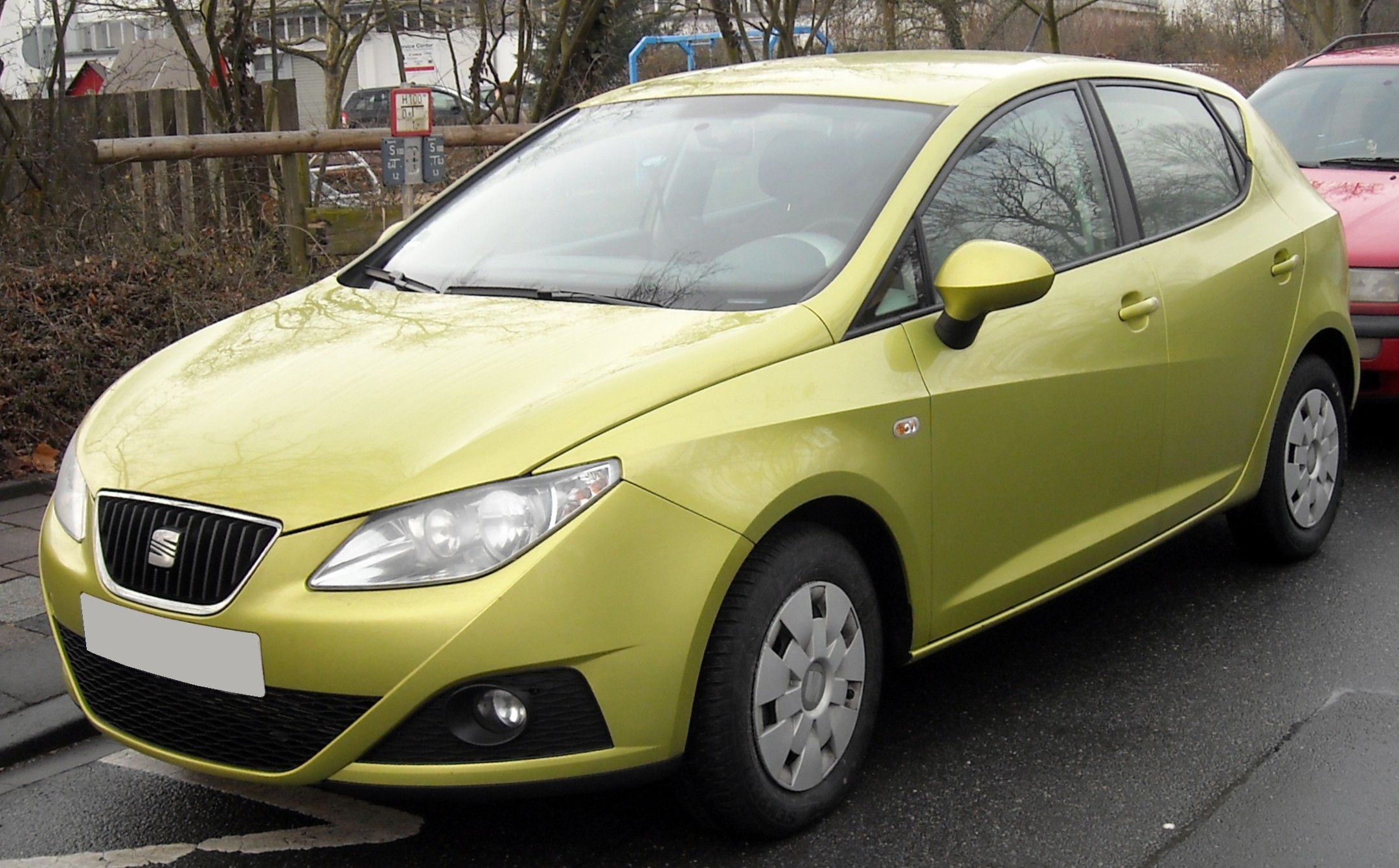
SEAT Ibiza IV

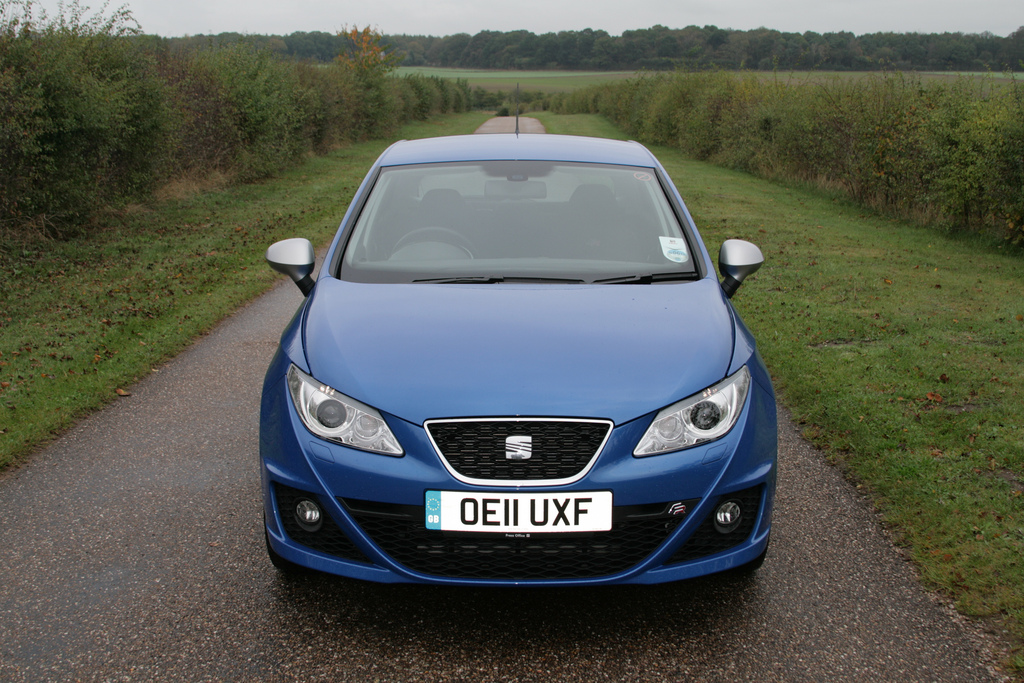
SEAT Ibiza IV FR

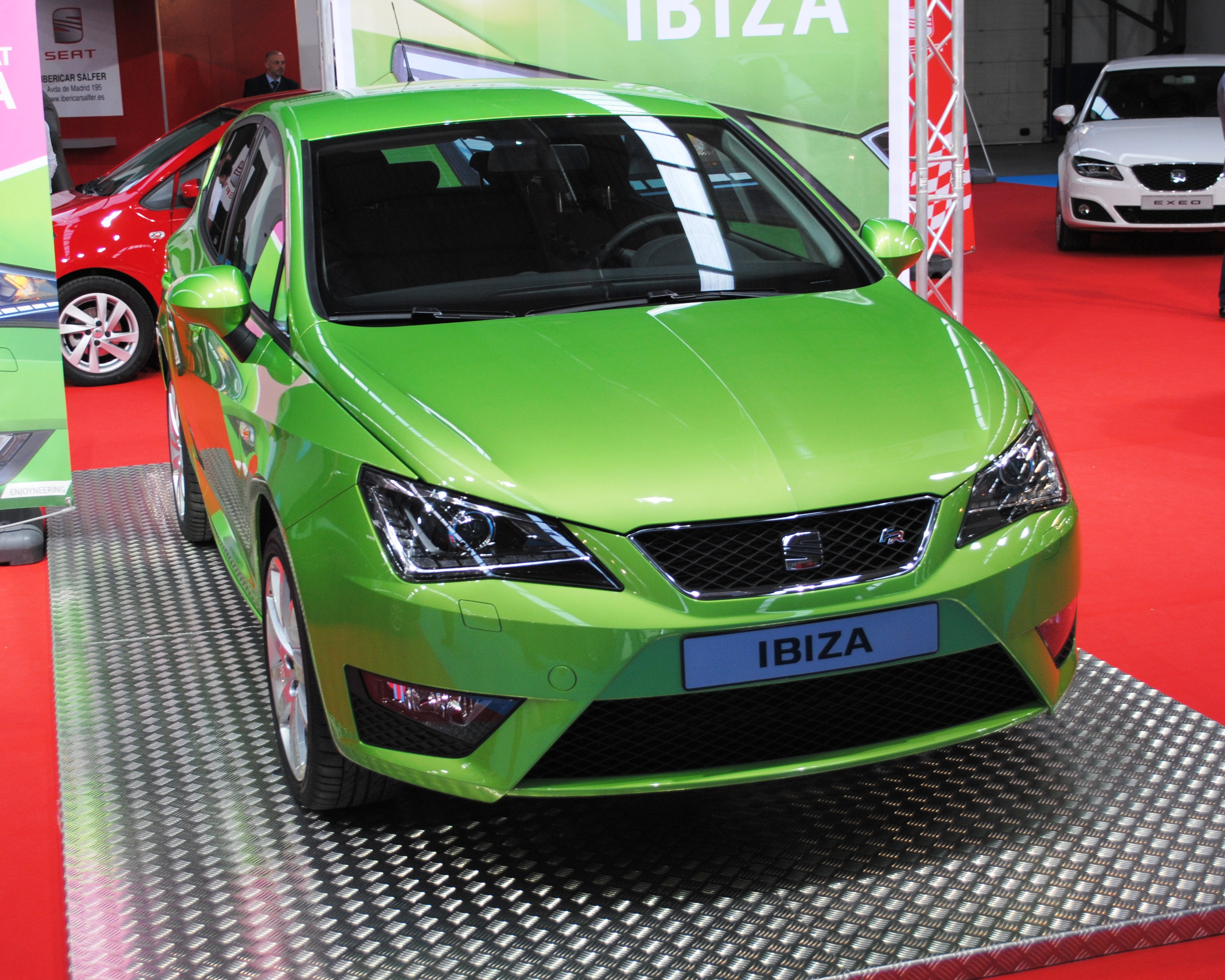
SEAT Ibiza IV FR reestilitzat

La quarta generació de l'Ibiza (model 6J) es va presentar com a prototip al Saló de l'Automòbil de Ginebra de 2008 amb el nom "Ibiza Bocanegra Concept" .13 El nou model porta a la producció els trets estilístics del prototip SEAT Tribu. Estrena plataforma en el Grup Volkswagen, que utilitzarà el Polo V, el Fabia III i l'Audi A1. La versió tres portes tindrà la denominació "Ibiza SportCoupé".

### Motoritzacions
En el seu llançament, els motors gasolina de l'Ibiza són un tres cilindres en línia de 1.2 litres i 69 CV, un quatre cilindres en línia de 1.4 litres i 85 CV, i un quatre cilindres en línia de 1.6 litres i 105 CV, tots ells atmosfèrics i amb injecció indirecta i quatre vàlvules per cilindre. Els dièsel són un tres cilindres en línia de 1.4 litres i 80 CV, i un quatre cilindres de 1.9 litres i 90 o 105 CV, en tots els casos amb turbocompressor i injecció directa amb alimentació per injector-bomba. A partir de 2009 el 1.9 TDI de 90 i 105 CV es substitueix pel 1.6 TDI (CR) de les mateixes potències però amb la utilització del Common-rail. El 2010 comença la comercialització de l'Ibiza FR, 14 15 que equipa el motor 1.4 TSI (compressor mecànic i turbocompressor) de 150 CV i un 2.0 TDI CR de 145 CV.16 Les transmissions disponibles són dos: per al dièsel manual de 6 velocitats i per al de gasolina la DSG de 7 velocitats. A partir de l'any 2011 el motor 1.6 16v de 105 CV ha estat substituït per un 1.2 TSI de la mateixa potència i s'espera que en un futur no gaire llunyà el 1.4 de 85 CV corri la mateixa sort i sigui reemplaçat pel motor anteriorment esmentat però amb una potència de 85 CV. Una versió amb motor 2 litres i 115 CV està disponible de manera exclusiva per al mercat mexicà ..

### Acabats
Compta amb 4 acabats que són: Reference, Style, FR i Cupra
- Reference: Llanta d'acer 15 "MAMBA / Mirall exterior conductor convex / Miralls exteriors ajustables manualment en negre / Barres en sostre color negre (només per a Ibiza ST) / Tancament centralitzat amb clau / Volant ajustable en alçada i profunditat en PUR / Aire condicionat manual + recirculació d'aire + filtre de pol·len (excepte en motor 1.2 60 CV) / Recolzacaps anteriors i 2 posteriors regulables en alçada / Seient conductor regulable en alçada / Seient del darrere plegable sense divisió + portavasos (2 frontals i 1 darrere) / Ràdio CD MP3 + connexió AUX-in + Comandaments ràdio en columna de direcció + 4 altaveus (excepte en motor 60 CV) / Presa 12V en consola central / Obertura elèctrica de maleter / Alçavidres davanters elèctrics / Kit reparació de punxades / Manetes portes negres / Llum interior de cortesia amb retard / Lluneta posterior tèrmica / Airbag frontal conductor i passatger / Airbag de cap i tòrax / Sistema electrònic d'estabilitat ESC (inclou EBA) + ABS / Isofix + preparació Top Tether en les dues places laterals posteriors / Cinturons anteriors pirotècnics elèctrics + limitador de càrrega / Desconnexió de coixí de seguretat passatger / Direcció assistida electrohidràulica / Immobilitzador amb criptocódigo / Sistema Dual d'assistència en frenada / Suspensió confort / Testimoni acústic i lluminós de cinturó descordat
- Style: Llanta d'aliatge 15 "MARSALA / Miralls exteriors elèctrics, calefactats, amb posició pàrquing i de color carrosseria / Fars davanters dobles i cromats / Fars davanters antiboira amb funció cornering / Barres al sostre cromades (només per a Eivissa ST) / Ordinador de bord / Climatitzador + recirculació d'aire + fil LTRO de pol·len / Volant ajustable en alçada i profunditat en cuir / Seient del darrere plegable amb divisió + portavasos (2 frontals i 1 darrere) / Control de creuer / Tancament centralitzat amb comandament a distància / Manetes portes color carrosseria
- FR: Llanta d'aliatge 16 "CARTAGO / Assistent d'arrencada en pendent / XDS (en TDI 143 CV i TSI 150 CV) / Sensor de pressió de pneumàtics / Suspensió FR / Vidres enfosquits / Fars posteriors amb LEDs / Paracops FR / Sortida d'escapament doble vista (en TDI 143 CV i TSI 150 CV) / Seients conductor i passatger regulables en alçada (SC amb Easy Entry) / Seients esportius FR / Alçallunes davanters i posteriors elèctrics (excepte SC) / Volant ajustable en alçada i profunditat en cuir FR / Funció de llums Coming home / Roda de recanvi (en TDI 143 CV i TSI 150 CV)
- Cupra: Vidres foscos / Sensor de pressió dels pneumàtics + funció d'ajuda a l'arrencada en pendent Hill Hold Control / Pedals de gas i fre recoberts en alumini / Llantes d'aliatge 17 "BARCINO / Paracops específics cos CUPRA en color carrosseria / Logo CUPRA en part frontal i posterior / Sortida del tub d'escapament centralitzada en forma de trapezi / Miralls elèctrics i calefactats en color negre i amb posició pàrquing / Suspensió CUPRA / Fars Bixenon + AFS + LEDs davanters i posteriors / Seients CUPRA / Airbag lateral de cortina / SEAT Portable System

## Cinquè generacío
La versió redissenyada de la cinquena generació de l'Eivissa es presenta a l'abril de 2021.